# Antigua.news (journal)
Vous pouvez aider à l'améliorer ou bien discuter des problèmes sur sa page de discussion.
- Son admissibilité est à vérifier. Motif : manque de sources centrées de notoriété nationale. Vous êtes invité à le compléter pour expliciter son admissibilité, en y apportant des sources secondaires de qualité. (Marqué depuis mars 2025)
- Son texte doit être wikifié : il ne correspond pas à la mise en forme Wikipédia (style, typographie, liens internes, liens entre les wikis, etc.). (Marqué depuis mars 2025)
- Il cherche trop à mettre son sujet en valeur en recourant immodérément au name dropping. Modifiez l'article pour lui faire adopter un ton neutre. (Marqué depuis mars 2025)

Antigua.news est un journal d'actualités et d'opinions fondé en 2022, qui se concentre sur la couverture de l'actualité d'Antigua-et-Barbuda, ainsi que des principales actualités mondiales. Il est surtout connu pour ses enquêtes sur l'affaire des obligations AT1 du Credit Suisse qui, selon le Financial Times, «scooped the world’s financial press».
Antigua.news et ses enquêtes ont été repris par les principaux médias du monde tels que le Financial Times, Reuters, El Pais, die Weltwoche, Finews, Inside Paradeplatz.
Antigua Barbuda Global Music & Media Awards (ABGMA) a décerné à Antigua.news le titre de meilleur média d'information en ligne de l'année pour 2023 et  2024. L'information a également été reprise par d'autres médias en ligne régionaux.